# Evergreen (Nouveau-Brunswick)
 (décembre 2023).
Si vous disposez d'ouvrages ou d'articles de référence ou si vous connaissez des sites web de qualité traitant du thème abordé ici, merci de compléter l'article en donnant les références utiles à sa vérifiabilité et en les liant à la section « Notes et références ».
Pour les articles homonymes, voir Evergreen.

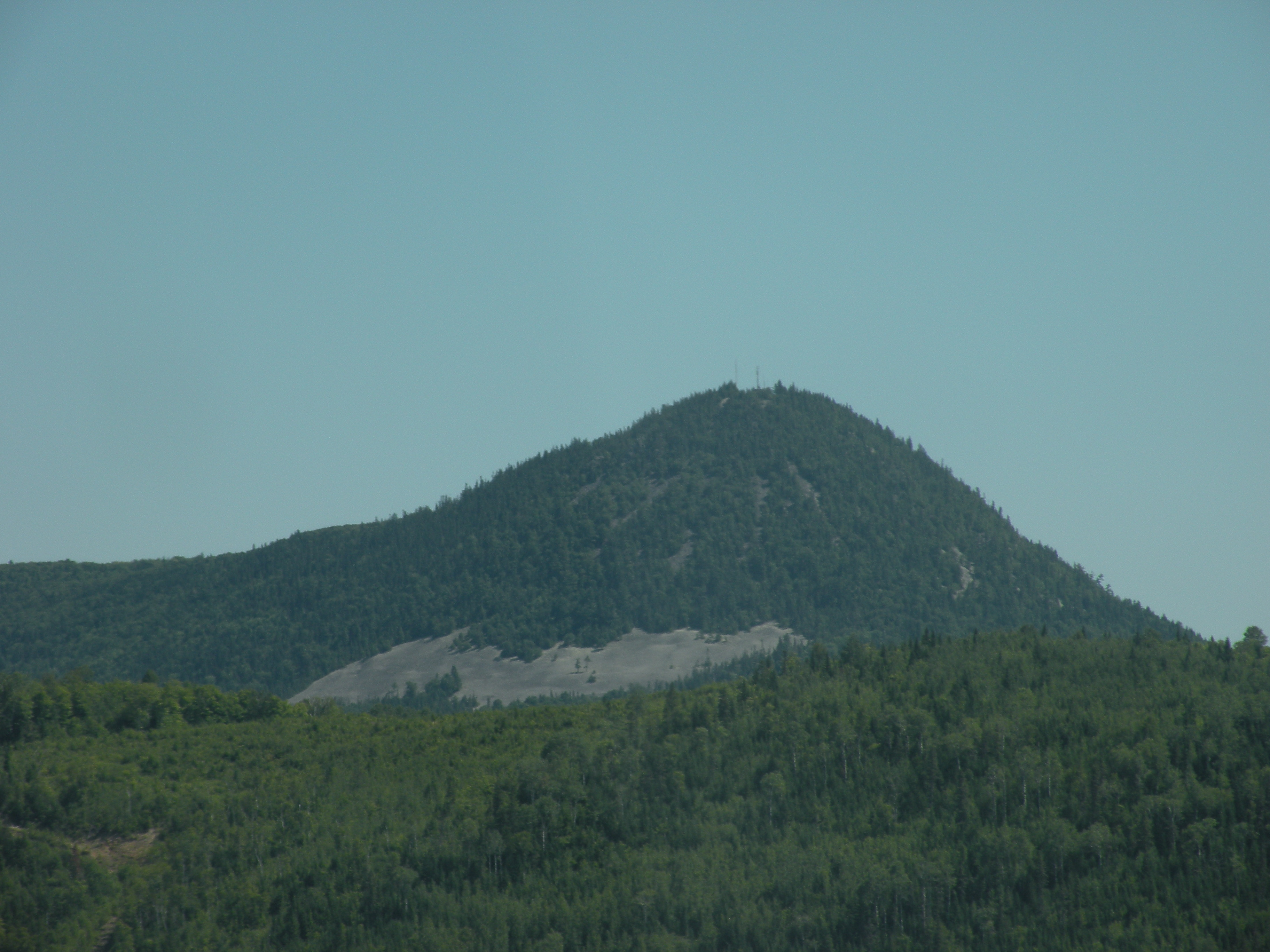
Le mont Meto'mqwijuig.

Evergreen est une zone non-incorporée canadienne située au Nouveau-Brunswick dans le comté de Restigouche.

## Géographie
La communauté non-incorporée de Evergreen est située dans la partie nord de la province du Nouveau-Brunswick dans le comté de Restigouche près de la frontière avec le Québec.